# Петросян Петік Єзекович
Петік (Петрос) Єзекович Петросян (1900, місто Ново-Баязет Еріванської губернії, тепер Ґавар, Вірменія — розстріляний 1938, місто Єреван, тепер Вірменія) — вірменський радянський діяч, секретар ЦК КП(б) Вірменії, 1-й секретар Еріванського міського комітету КП(б) Вірменії. Член ЦВК Вірменської РСР.

## Життєпис
Член РСДРП(б) з липня 1917 року.
З 1919 по 1920 рік — керівник організації «Спартак».
З 1920 року — на партійній, радянській роботі у Вірменській РСР.
У 1925 році закінчив юридичний факультет Московського державного університету.
У 1925—1929 роках — прокурор у містах Каракліс, Ленінакан, Еріван.
У 1930—1931 роках — відповідальний секретар Ечміадзинського районного комітету КП(б) Вірменії.
У 1931 — 16 лютого 1933 року — 1-й секретар Еріванського міського комітету КП(б) Вірменії.
Одночасно 23 січня 1932 — 16 лютого 1933 року — 3-й секретар ЦК КП(б) Вірменії.
16 лютого 1933 — 10 січня 1934 року — секретар ЦК КП(б) Вірменії із постачання.
Подальша доля невідома.
У 1937 році заарештований органами НКВС. 12 вересня 1938 року засуджений до вищої міри покарання у сталінських розстрільних списках. У 1938 році розстріляний.
Посмертно реабілітований.